# Ugento
Ugento est une commune de la province de Lecce, dans les Pouilles, en Italie.

## Administration
| Période                                  | Période    | Identité      | Étiquette       | Qualité |
| ---------------------------------------- | ---------- | ------------- | --------------- | ------- |
| 30/05/2006                               | 16/05/2011 | Eugenio Ozza  | Alleanza        |         |
| 16/05/2011                               | 16/05/2011 | Massimo Lecci | (liste civique) |         |
| Les données manquantes sont à compléter. |            |               |                 |         |

### Hameaux
- frazione : Gemini ;
- località : Torre San Giovanni, Torre Mozza, Lido Marini, Fontanelle.

### Communes limitrophes
Acquarica del Capo, Alliste, Casarano, Melissano, Presicce, Racale, Ruffano, Salve, Taurisano.